# Canteloup (Manche)
Canteloup – miejscowość i gmina we Francji, w regionie Normandia, w departamencie Manche.
Według danych na rok 1990 gminę zamieszkiwało 189 osób, a gęstość zaludnienia wynosiła 44 osoby/km² (wśród 1815 gmin Dolnej Normandii Canteloup plasuje się na 697. miejscu pod względem liczby ludności, natomiast pod względem powierzchni na miejscu 940.).